# Chytranthus atroviolaceus
Chytranthus atroviolaceus là một loài thực vật có hoa trong họ Bồ hòn. Loài này được Baker f. ex Hutch. & Dalziel mô tả khoa học đầu tiên năm 1928.